# На землі святих і грішних
«На землі святих і грішних» (англ. In the Land of Saints and Sinners) — ірландський бойовик 2023 року, знятий режисером Робертом Лоренцом за сценарієм Марка Майкла Мак-Неллі та Террі Лоана. У головній ролі Ліам Нісон, в інших основних ролях — ірландські актори Керрі Кондон, Джек Ґлісон та Кіаран Гайндс. Це друга співпраця Нісона з Лоренцом після фільму «Захисник» 2021 року.
Прем'єра фільму відбулася на 80-му Венеційському міжнародному кінофестивалі 6 вересня 2023 року.

## Сюжет
В ірландському прибережному містечку Гленколемкілл колишній професійний убивця Фінбар Мерфі шукає покаяння, ведучи мирне життя. Він проводить час під новим ім'ям, спілкуючись із сусідами, відвідуючи паб і насолоджуючись тишею. Але по сусідству після скоєного теракту переховується група Ірландської республіканської армії (ІРА) на чолі з Доріен Мак-Кенн, і крихкий мирний світ Мерфі руйнується. Терористи знаходять притулок у Гленколемкіллі, не знаючи про історію Фінбара.
Банда тероризує селян, скоюючи жахливий акт насильства над юною дівчинкою. Ставши свідком цієї несправедливості, Фінбар постає перед вибором: залишитися в тіні чи ризикнути викриттям і захистити сусідів. Тож, коли він убиває брата Доріен, ту охоплює жага помсти.
Починається гра в кішки-мишки, яка випробовує витривалість селян і штовхає Фінбара на межу моральної відповідальності. Розриваючись між своїм бажанням спокути та професійними навичками, які він ненавидить, Мерфі повинен вирішити, як далеко він готовий зайти, щоб захистити невинних і зіткнутися з наслідками свого минулого.
Коли наближається остання битва, Фінбар протистоїть не лише Доріен та її смертельній помсті, а й демонам власної душі. У суворому фільму «На землі святих і грішних» показано, як шлях однієї людини до спокути проходить через жорстоке горнило, де святі та грішники стикаються у відчайдушній боротьбі за виживання.

## Акторський склад
- Ліам Нісон — Фінбар Мерфі;
- Керрі Кондон — Доріен Мак-Кенн;
- Джек Ґлісон — Кевін;
- Кіаран Гайндс — Вінні О'Ші;
- Сара Ґрін — Шинейд;
- Колм Міні — Роберт Мак-К'ю;
- Десмонд Іствуд — Кертіс Джун;
- Ніам К'юсак — Ріта;
- Конор Мак-Нілл — Конан Мак-грат;
- Шеймус О'Хара — Шеймус Мак-Кенна;
- Марк О'Ріган;
- Валентин Олукога;
- Бернадетт Карті;
- Конор Хемілл — Пет О'Доннел;
- Енн Броган.

## Виробництво
У жовтні 2021 року було оголошено, що Ліам Нісон зіграє головну роль в ірландському трилері, який знову об'єднає його з режисером Робертом Лоренцом. На одну з головних ролей фільму також був заявлений давній друг Нісона, актор Кіаран Гайндс. У квітні 2022 року ще однією виконавицею головної ролі була названа ірландська акторка Керрі Кондон. Сценарій фільму написали Марк Майкл Мак-Неллі та Террі Лоан з редагуваннями Метью Фейтшанса. Основні зйомки запланували на березень 2022 року в Ірландії. У 2022 році фільм в основному знімали в графстві Донегол, а додаткові зйомки проводилися в Дубліні.

## Випуск
Прем'єра фільму відбулася на 80-му Венеційському міжнародному кінофестивалі 6 вересня 2023 року. У квітні 2022 року з'ясувалося, що Netflix заздалегідь придбав права на розповсюдження фільму у Великій Британії та Республіці Ірландія. У широкий світовий кінопрокат фільм було заплановано випустити 29 березня 2023 року.

### Прокат в Україні
Прем'єра в Україні відбулася 18 січня 2024 року.
Українською мовою фільм дубльований студією Cinemaker на замовлення компанії Ukrainian Film Distribution (UFD). Керівник проєкту Андрій Глуховський, переклад Олексія Зражевського, режисер дубляжу Ольга Фокіна, звукорежисери Сергій Александров, Олександр Дягиль, Костянтин Симонов. Ролі дублювали: Андрій Самінін, Олена Узлюк, Павло Скороходько, Ольга Радчук, Євген Пашин та інші.

## Сприйняття
Станом на 3 лютого 2024 року, на сайті агрегатора рецензій Rotten Tomatoes фільм має 50 % «свіжості» на основі 6 оглядів та оцінку 5,3/10.
Денис Федорук у рецензії для сайту ITC.ua поставив фільму оцінку 6/10 та відмітив, що сюжет «достатньо грамотно веде до кульмінації», а також похвалив упевнену гру Ліама Нісона та інших акторів і «чарівні натурні знімання ірландського прибережного містечка та безкраїх пагорбів, що омиваються Атлантичним океаном». Серед мінусів критик зауважив не завжди виправдану «тягучість оповіді» та відсутність «найменших сюрпризів» у сюжеті та відображенні персонажів.